# Arbogna-Erbognone
 (décembre 2023).
Si vous disposez d'ouvrages ou d'articles de référence ou si vous connaissez des sites web de qualité traitant du thème abordé ici, merci de compléter l'article en donnant les références utiles à sa vérifiabilité et en les liant à la section « Notes et références ».
L'Arbogna-Erbognone est une rivière d'une longueur de 48 km qui coule dans la région de Novare et la Lomelline au nord-ouest de l'Italie. Elle est le principal affluent de l'Agogna dans laquelle elle conflue au sud de Ferrera Erbognone.

## Géographie
Le ruisseau naît au sud de Novare de l'union de deux fontaines. La vallée était encore, jusqu'à il y a quelques années, un grand marécage. Sa remise en état à des fins agricoles l'a transformée en rizières.
À Garbagna où elle est endiguée, un important travail hydraulique a été construit à la fin des années 1990 : l'Arbogna a été déviée, puis progressivement bloquée pour alimenter un canal artificiel qui la retrouve à Nibbiola.
À Vespolate, elle reçoit trois affluents qui doublent le volume d'eau. Avec un débit plus régulier, elle passe ensuite à Borgolavezzaro, où elle reçoit la modeste contribution du Ri (it), puis entre en Lombardie, dans la région historique de la Lomellina. Elle baigne Albonese, Mortara, Cergnago, San Giorgio di Lomellina et Ottobiano. À partir de Ferrera Erbognone change son nom en Erbognone, avant de se jeter dans l'Agogna en rive gauche, à quelques kilomètres au sud-ouest de la ville.

## Source de la traduction
- (it) Cet article est partiellement ou en totalité issu de l’article de Wikipédia en italien intitulé « Arbogna-Erbognone » (voir la liste des auteurs).